# Fernando Nizza
Donato Fernando Nizza (Torino, 9 aprile 1884 – Torino, 17 agosto 1945) è stato un calciatore e dirigente sportivo italiano.

## Carriera
Nizza entrò nella società calcistica Juventus intorno al 1905, militando nella squadra riserve del club bianconero, senza mai esordire in prima squadra.
Ritiratosi dall'attività agonistica, nel periodo della prima guerra mondiale fu membro del Comitato Presidenziale di Guerra bianconero, che sostituiva il ruolo del presidente societario: di questo comitato, oltre a lui, facevano parte Gioacchino Armano e Sandro Zambelli.
Morì per un male incurabile poco dopo la fine della seconda guerra mondiale, durante la quale sfuggì alle persecuzioni razziali, mentre suo fratello Umberto fu deportato ad Auschwitz.

## Palmarès

### Calciatore

#### Club

##### Competizioni nazionali
- Seconda Categoria: 1

Juventus II: 1905